# Витіснені спогади
Витіснення — це процес виключення зі сфери свідомості думок, почуттів, бажань та потягів, які завдають болю, сорому або відчуття провини. Дією цього механізму можна пояснити багато випадків забування людиною виконання якихось обов'язків, які, як виявляється при докладнішому розгляді, для неї неприємні. Часто витісняються спогади про неприємні події. Якщо який-небудь відтинок життя людини заповнений особливо важкими переживаннями, то амнезія може охопити такі, іноді досить довгі, періоди минулого людини. Репресія діє вибірково: вона спрямована проти тих спогадів, які пов'язані з колишніми фрустраціями особистості і які й зараз, актуалізуючись в сфері свідомості, могли б фруструвати її. Тому витіснення є захисним психічним процесом.

## Витіснення і звичайне забування
Забування частини вивченого є звичайним процесом психічного життя людини. Якщо воно не пов'язане із фрустрацією і психічним захистом, тоді його неважко відрізнити від тієї особливої амнезії, яка виникає внаслідок роботи механізму витіснення. Основна відмінна риса звичайного (незахисного) забування полягає в тому, що людина, не бувши в змозі довільно відтворити вивчений в минулому матеріал, може одразу ж його впізнати при новому сприйнятті. Але навіть якщо свідоме впізнавання (усвідомлене відчуття знайомості) відсутнє, все ж спостерігається інший феномен: людина може знову вивчити цей матеріал значно швидше, ніж інший, рівноцінний за обсягом та складністю, новий матеріал. Це дозволяє сказати, що підсвідоме впізнавання все ж таки працювало. У зв'язку з цим, можна сказати також, що нормальне забування нерідко цілком доцільне і його можна вважати механізмом незахисної адаптації. На відміну від цього, амнезія, як наслідок роботи механізму витіснення, є настільки глибокою і повною, що індивід не в змозі ані впізнавати, ані перевивчати забуте, коли воно знов пропонується його свідомій увазі. Створюється враження активної відмови відповідати на такі подразники, які могли б привести в сферу свідомості психічні змісти, пов'язані з сильними фрустраціями.